# 不知火 (妖怪)

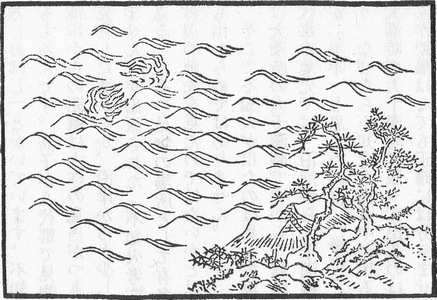
菊岡沾凉『諸国里人談』より「不知火」

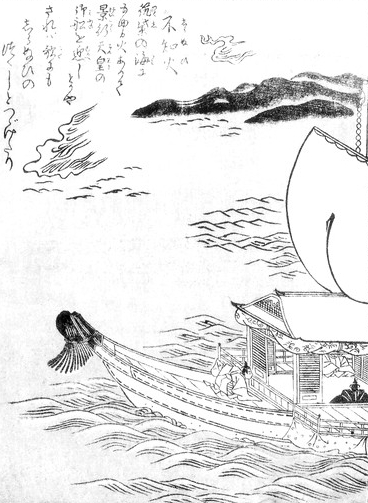
鳥山石燕『今昔画図続百鬼』より「不知火」

不知火（しらぬい）は、九州に伝わる怪火の一種。旧暦8月1日（八朔）の風の弱い新月の夜などに、八代海や有明海に現れるという。なお、漁火が大気光学現象によって異常屈折した結果だと解明されている。
千灯籠（せんとうろう）、竜灯（りゅうとう）とも呼ばれる。

## 概要
海岸から数キロメートルの沖に、始めは一つか二つ、「親火（おやび）」と呼ばれる火が出現する。それが左右に分かれて数を増やしていき、最終的には数百から数千もの火が横並びに並ぶ。その距離は4〜8キロメートルにも及ぶという。また、引潮が最大になる午前3時から前後2時間ほどが最も不知火の見える時間帯とされる。
水面近くからは見えず、海面から10メートルほどの高さの場所から確認できるという。また、不知火に決して近づくことはできず、近づくと火が遠ざかっていく。かつては龍神の灯火といわれ、付近の漁村では不知火の見える日に漁に出ることを禁じていた。
『日本書紀』『肥前国風土記』『肥後国風土記』などよると
景行天皇が　クマソをせいばつして、九州をまわられた時、ある海岸から船に乗って海にでられた。そのうちまっくらい闇が迫ってきて、どこへ着いて良いかわからなくなってしまった。
すると、突然はるか前方にあかあかと、火の光が現れてきた。天皇は舵を取っている船頭に向かって、「あの火にむかってすすめ。」とおっしゃった。言われるままに船を進めると、やがて無事に海岸に着くことができた。天皇は村の土地のものに向かって「あの火の燃えるところは、なんというところだ。そして、いったいあの火は何の火だ。」「はい、あれは火の国の八代郡の火の村でございます。しかしだれがつけて燃やしているのか、わからない火でございます。」そこで天皇は「あれはおそらく人の燃やしている火ではあるまい。」しらぬひ、しらぬいという呼び名は、ここから起こっている。
（『日本神話物語』 福田清人 訳　講談社発行）

## 正体
大正時代に入ると、江戸時代以前まで妖怪といわれていた不知火を科学的に解明しようという動きが始まり、蜃気楼の一種であることが解明された。さらに、昭和時代に唱えられた説によれば、不知火の時期には一年の内で海水の温度が最も上昇すること、干潮で水位が6メートルも下降して干潟ができることや急激な放射冷却、八代海や有明海の地形といった条件が重なり、これに干潟の魚を獲りに出港した船の灯りが屈折して生じる、と詳しく解説された。この説は現代でも有力視されている。干潟には曲がりくねった澪が発達し、蛇行する河川も多い。水面と地面では温まりやすさが異なるため、温度差のある空気が並ぶことがあるのではないかと考えられる。
宮西通可は熊本高等工業から広島高工の教授であり、専門的な研究を行った。研究によると、不知火の光源は漁火であり、旧暦八朔の未明に広大なる干潟が現れ、冷風と干潟の温風が渦巻きを作り、異常屈折現象を起こして漁火が燃える火のようになり、それが明滅離合して漁火が目の錯覚によって怪火に見えるという。
また、山下太利は、「不知火は気温の異なる大小の空気塊の複雑な分布の中を通り抜けてくる光が、屈折を繰り返し生ずる光学的現象である。そして、その光源は民家等の灯りや漁火などである。条件が揃えば、他の場所・他の日でも同様な現象が起こる。逃げ水、蜃気楼、かげろうも同種の現象である」と述べているまた、丸目信行は文献集『不知火』に、『不知火町永尾剣神社境内から阿村方面へ時間経過による不知火の変化』と題し、多数の写真を載せている。
現在では干潟が埋め立てられたうえ、電灯の灯りで夜の闇が照らされるようになり、さらに海水が汚染されたことで、不知火を見ることは困難になっている。

## 昭和8年の藤原咲平の説明
気象学者の藤原咲平は『大気中の光象』を昭和8年に書いたが、その中で不知火の原因はわかっていないと書き、見物客を喜ばして利潤を得ることと、夜光虫の発光を可能性として示していた。

## 現在
現在では、地元の熊本県立宇土高等学校の科学部地学班が6年間不知火の研究を行っている。地元の高校生が毎年八朔辺りに不知火が見られるとされる永尾剣神社で観測を行っている。近年観測がされない中、2023年には世界初となる鮮明な側方蜃気楼、不知火の再現に成功し、シミュレーションから不知火の研究を進めた。そして2024年には、同班の生徒たちが地元漁協の協力を得て観測に成功した。漁船に載せたLEDライトの光が横に広がる様子を撮影した。公的な記録としては1988年に撮影された画像が最後とされ、実に36年ぶりの撮影であった。

## 文献
- 文献集　『不知火』不知火資料収集委員会 1993, 不知火町
  - 上記の文献集に不知火についての文献が多数編集されている。
  - 以下の3つを含む。
    - 時間経過による不知火現象の変化 撮影 丸目信行　
    - Investigation on Shiranui I 山下太利（Tairi Yamashita） 熊本大学教育学部紀要 第21号 1972
    - Investigation on Shiranui II 山下太利(Tairi Yamashita) 熊本大学教育学部紀要 第33号 1984
- 山下太利 『不知火の研究』葦書房 1994 ISBN 4-7512-0576-5
- 立石巌 『不知火新考』1994 築地書館 ISBN 4-8067-1047-4
- 宮西通可 『不知火の研究』1943 大日本出版株式会社（文献集にある）